# Abroscopus
Abroscopus este un mic gen de „pitulice” din familia Cettiidae, care au fost incluse anterior în Sylviidae.
Acesta conține următoarele trei specii:
- Abroscopus albogularis
- Abroscopus schisticeps
- Abroscopus superciliaris

## Legături externe
- Materiale media legate de Abroscopus la Wikimedia Commons